# 久保隆徳
久保 隆徳（くぼ たかのり、1966年7月25日 - ）は、福岡県出身の俳優、演出家、教育者。

## 略歴
倉本聰主宰富良野塾第11期生。卒業後、富良野GROUP、富良野塾OBユニットのメンバーとして富良野・北海道を中心に活動。演劇ユニットイレブンナインの初期メンバーである。俳優業と並行しながら「コミュニケーション」をテーマに演劇的手法を使ったワークショップや民間非常勤講師として教育活動も行なっている。現在は富良野高校選択科目「表現科」を担当し、他にも北海道教育大学、旭川厚生看護学校などの非常勤講師もしている。演劇関係では俳優若手育成の為の創作合宿ワークショップなどを富良野塾跡地を利用して行っている。

## 出演

### テレビ
- 拝啓、父上様(2007)  - ルオー 役
- 優しい時間(2005)  - 佐久間 役
- 北の国から'02遺言 - コンビニ店長 役
- 風のガーデン（2008年） ‐ 中川滑夫
- 〜命の水〜竹鶴政孝物語
- いのちのいろえんぴつ
- 玩具の神様
- 素晴らしい世界「ニセおまわりさん」（2010年2月8日・3月1日、北海道テレビ） - 佐々木 役
- やすらぎの郷(2017) - 大村柳次 役
- やすらぎの刻〜道(2019) - 生松和平 役[5][6][7]

### ラジオ
- イレブン☆ナインの一人放送部（ラジオふらの）

### 舞台
- EASY LIAR
- 天国への会段
- エンギデモナイ
- 今日、悲別で
- 走る
- ニングル
- 屋根
- 谷は眠っていた
- 地球、光りなさい!
- 歸國
- マロース
- ノクターン
- タイムリミット
- 地下室のメロディ
- スィートホーム
- やんなるくらい自己嫌
- 二人の天使
- ら抜きの殺意
- 箱の中身
- みずのかけら
- シコバラ
- 12人の怒れる男
- 愛の書く物語